# Patricia Velásquez
Patricia Carola Velásquez Semprún (n. 31 ianuarie 1971) este o actriță și fost supermodel din Venezuela.

## Biografie
Patricia Velásquez s-a născut pe 31 ianuarie 1971 în Maracaibo, Venezuela, fiind al cincilea din cei șase copii ai cuplului Lidella Semprún și Aquiles Velásquez. Mama sa provine din tribul indigen colombo-venezuelan wayu, iar tatăl său este metis. Ambii au fost profesori, tatăl său lucrând, de asemenea, pentru UNESCO, motiv pentru care a petrecut o parte din copilăria ei în Mexic și Franța. A urmat Liceul „San Vicente de Paúl”, absolvind în 1987. În 1989, a participat la concursul Miss Venezuela ca reprezentantă a Peninsulei Guajira, clasându-se pe locul secund. După trei ani de studii universitare de inginerie, Patricia Velásquez s-a stabilit la Milano pentru a urma o carieră în modelling.

## Carieră

### Modelling
La 17 ani, în timpul unei vizite în Italia, Patricia Velásquez a fost descoperită de o agenție de modelling. Curând, aceasta s-a stabilit în Milano. A defilat pe podiumuri de modă pentru designeri precum Chanel, Chloe, John Galliano, Antonio Berardi, Bella Freud, Corinne Cobson, Claude Montana, Dolce & Gabbana și mulți alții. În ceea ce privește publicitatea tipărită, Velásquez a apărut în spoturi pentru parfumurile Chanel și ale lui Roberto Verino, dar și pentru Victoria's Secret. De-a lungul carierei sale de modelling, a apărut pe coperțile revistelor Vogue, Harper's Bazaar, Marie Claire, printre altele, precum și în mai multe ediții ale Sports Illustrated Swimsuit Issue. 

### Actorie
Între 1995 și 2000, Patricia Velásquez a studiat actoria în Los Angeles și New York.

## Viață personală
În februarie 2015, Patricia Velásquez și-a lansat cartea de memorii Straight Walk în care își face publică homosexualitatea. Ea și fosta ei iubită Lauren au o fiică, Maya. Acestea s-au despărțit după opt ani împreună. În trecut, Patricia Velásquez a avut o relație cu comediana Sandra Bernhard pe care a cunoscut-o la o prezentare de modă.

## Filmografie

### Film
| An   | Titlu                   | Rol                 | Note           |
| ---- | ----------------------- | ------------------- | -------------- |
| 1996 | Le jaguar               | Maya                |                |
| 1997 | Eruption                | Luisa Soares        |                |
| 1999 | Beowulf                 | Pendra              |                |
| 1999 | Mumia                   | Anck-Su-Namun       |                |
| 1999 | No Vacancy              | Ramona              |                |
| 1999 | Façade                  | Juanita             |                |
| 2000 | Committed               | Carmen              |                |
| 2000 | San Bernardo            | Claudia             |                |
| 2000 | Prețul unui vis         |                     | Cameo          |
| 2001 | Mumia revine            | Meela/Anck-Su-Namun |                |
| 2004 | Minți ucigătoare        | Nicole Willis       |                |
| 2004 | Zapata                  | Josefa              |                |
| 2011 | Cenizas eternas         | Ana                 |                |
| 2014 | Liz in September        | Liz                 |                |
| 2016 | Guys Reading Poems      | Mama                |                |
| 2016 | American Girl           | Profesoara          | Scurtmetraj    |
| 2017 | Pequeños Héroes         | Pilar               |                |
| 2019 | The Curse of La Llorona |                     | Post-producție |

### Televiziune
| An        | Titlu                            | Rol            | Note                |
| --------- | -------------------------------- | -------------- | ------------------- |
| 2001      | Ed                               | Sonja Amata    | 1 episod            |
| 2002      | Fidel                            | Mirta          | Film de televiziune |
| 2003–2004 | Situație de criză                | Marta Estrella | 5 episoade          |
| 2002–2004 | American Family                  | Adela/Elena    | 15 episoade         |
| 2004      | Rescue Me                        | Nez            | 2 episoade          |
| 2004      | The Twelve Days of Christmas Eve | Isobel Frias   | Film de televiziune |
| 2005      | CSI: Miami                       | Celia Gonzalez | 1 episod            |
| 2008      | The L Word                       | Begoña/Karina  | 5 episoade          |
| 2010      | Betty cea urâtă                  | Victoria Velez | 1 episod            |
| 2011      | Almighty Thor                    | Jarnsaxa       | Film de televiziune |

## Premii
- 2003 – Artist UNESCO pentru Pace[8]
- 2009 – Premiul Women Together acordat de ONU[9]
- 2010 – Solidarity Award[9]
- 2015 – Humanitarian Award acordat de LA Femme International Film Festival[10]